# Tlumené kmitání

Tlumené kmity v případě tělesa na pružině

Tlumené kmitání je mechanické kmitání, které po určité době ustává. V reálném světě vždy existuje tření a různé jiné odporové síly, které způsobují, že oscilující systém postupně ztrácí energii a jeho amplituda se s časem zmenšuje. Jakkoliv bychom se snažili zamezovat těmto nepříznivým vlivům, omezuje nás druhý zákon termodynamiky, podle kterého se mechanická energie postupně přeměňuje na vnitřní tepelnou energii. Závislost odporových sil od výchylky a její časové derivace může být obecně velmi složitá. V nejjednodušším modelu je odporová síla přímo úměrná první časové derivaci výchylky a působí proti narůstání výchylky. Takovému případu tlumení říkáme lineární tlumení a popisujeme ho vztahem {\displaystyle F_{t}=-b{\dot {x}}}. V případě tělesa na obrázku vpravo odporová síla vzduchu působí vždy proti směru pohybu tohoto tělesa.
Ve zmíněném ideálním případě lze zapsat pro časový vývoj výchylky následující diferenciální rovnici popisující silovou rovnováhu:
| {\displaystyle M{\ddot {x}}+b{\dot {x}}+kx=0} | \| \| \| \| \| \| \| \| |  |
|                                               |                         |  |
|                                               |                         |  |

kde {\displaystyle M}, {\displaystyle k} a {\displaystyle b} je v případě mechanického oscilátoru hmotnost, tuhost pružiny a koeficient lineárního tlumení. Pokud obě strany rovnice vydělíme {\displaystyle M}, dostaneme
| {\displaystyle {\ddot {x}}+{b \over M}{\dot {x}}+{k \over M}x=0} | \| \| \| \| \| \| \| \| |  |
|                                                                  |                         |  |
|                                                                  |                         |  |

Zavedeme substituce, které nám později ulehčí práci při popisu řešení:
| {\displaystyle \omega _{0}={\sqrt {k \over M}}} | \| \| \| \| \| \| \| \| |  |
|                                                 |                         |  |
|                                                 |                         |  |

| {\displaystyle \zeta ={b \over 2{\sqrt {k\,M}}}} | \| \| \| \| \| \| \| \| |  |
|                                                  |                         |  |
|                                                  |                         |  |

První parametr {\displaystyle \omega _{0}}se nazývá vlastní úhlová rychlost a určuje frekvenci ({\displaystyle \omega =2\pi f}) v případě, kdyby na soustavu nepůsobily žádné tlumící vlivy. Druhý parametr {\displaystyle \zeta } nazýváme relativní tlumení a podle jeho hodnoty pak určujeme typy tlumení.
Diferenciální rovnice nyní nabyla tvar:
| {\displaystyle {\ddot {x}}+2\zeta \omega _{0}{\dot {x}}+\omega _{0}^{2}x=0} | \| \| \| \| \| \| \| \| |  |
|                                                                             |                         |  |
|                                                                             |                         |  |

Tato homogenní diferenciální rovnice druhého stupně je řešitelná, předpokládáme, že hledané řešení {\displaystyle x(t)} má tvar
| {\displaystyle x(t)=C_{1}e^{\lambda _{1}\,t}+C_{2}e^{\lambda _{2}\,t}} | \| \| \| \| \| \| \| \| |  |
|                                                                        |                         |  |
|                                                                        |                         |  |

kde λ jsou kořeny charakteristické rovnice.
| {\displaystyle \lambda ^{2}+2\zeta \omega _{0}\lambda +\omega _{0}^{2}=0} | \| \| \| \| \| \| \| \| |  |
|                                                                           |                         |  |
|                                                                           |                         |  |

| {\displaystyle \lambda _{1,2}=-\omega _{0}\zeta \pm \omega _{0}{\sqrt {\zeta ^{2}-1}}} | \| \| \| \| \| \| \| \| |  |
|                                                                                        |                         |  |
|                                                                                        |                         |  |

## Chování systému při tlumených kmitech

Časový průběh výchylky oscilátoru při různých typech tlumení

Při řešení charakteristické rovnice mohou nastat tři případy v závislosti na parametru relativního tlumení, podle kterých rozlišujeme tři situace

### Nadkritické tlumení (ζ > 1)
{\displaystyle \lambda _{1}\neq \lambda _{2};\ Im(\lambda _{1,2})=0} (dva různé reálné kořeny)
Při nadkritickém tlumení je systém přetlumený a při vychýlení se pomalu se vrací do rovnovážné polohy. Řešením diferenciální rovnice, která popisuje takový systém je funkce:

{\displaystyle x(t)=C_{1}e^{\lambda _{1}t}+C_{2}e^{\lambda _{2}t}}

Dosadíme-li počáteční podmínky pro vychýlení {\displaystyle x_{0}=C_{1}+C_{2}} a počáteční rychlost {\displaystyle v_{0}=C_{1}\lambda _{1}+C_{2}\lambda _{2}}, můžeme potom odvodit vztah pro výchylku nadkriticky tlumeného oscilátoru v závislosti na čase a počátečních podmínkách:

{\displaystyle x(t)={\frac {1}{\lambda _{2}-\lambda _{1}}}\left[(\lambda _{2}x_{0}-v_{0})\cdot e^{\lambda _{1}t}+(v_{0}-\lambda _{1}x_{0})\cdot e^{\lambda _{2}t}\right]}

### Kritické tlumení (ζ = 1)
{\displaystyle \lambda _{1}=\lambda _{2};\ Im(\lambda _{1,2})=0} (jeden dvojnásobný reálný kořen)
Při kritickém tlumení se oscilátor ustálí v rovnovážné poloze nejrychleji. Získáme řešení charakteristické rovnice {\displaystyle \lambda _{1,2}=-\omega _{0}} a řešením diferenciální rovnice je pak funkce:

{\displaystyle x(t)=(C_{1}+C_{2}\,t)\cdot e^{-\omega _{0}\,t}}

Dosazením počátečních podmínek {\displaystyle x_{0}=C_{1}} a {\textstyle v_{0}=-\omega _{0}C_{1}+C_{2}} a následnou úpravou pak dostaneme vztah pro závislost výchylky na počátečních podmínkách a čase:

{\displaystyle x(t)=\left[x_{0}+(v_{0}+\omega _{0}x_{0})\,t\right]e^{-\omega _{0}\,t}}

### Podkritické tlumení (ζ < 1)
{\displaystyle Im(\lambda _{1,2})\neq 0} (komplexně sdružené kořeny)
Při podkritickém tlumení zůstává v průběhu oscilátoru kmitavá složka, jejíž amplituda exponenciálně klesá.
Součinitel tlumení způsobí, že je pod odmocninou v řešení charakteristické rovnice nula a jejími kořeny jsou komplexní čísla. Ty pak přepíšeme do tvaru {\displaystyle \lambda _{1,2}=-b_{r}\omega _{0}\pm i\Omega }, kde {\displaystyle \Omega =\omega _{0}{\sqrt {1-b_{r}^{2}}}} je vlastní úhlová frekvence tlumených kmitů. Řešení diferenciální rovnice {\displaystyle x(t)=C_{1}e^{\lambda _{1}t}+C_{2}e^{\lambda _{2}t}} se upraví podle Eulerova vztahu a dostaneme tak funkci:
{\displaystyle x(t)=e^{-b_{r}\omega _{0}t}\left[A\cos(\Omega \,t)+B\sin(\Omega \,t)\right]}

Dosazením počátečních podmínek {\displaystyle x_{0}=A} a {\displaystyle v_{0}=-Ab_{r}\omega _{0}+B\Omega } a úpravou získáme výsledný vztah pro výchylku v závislosti na čase a počátečních podmínkách:

{\displaystyle x(t)=e^{-b_{r}\omega _{0}t}\left[x_{0}\cos \left(\Omega \,t\right)+{\frac {x_{0}b_{r}\omega _{0}+v_{0}}{\Omega }}\sin \left(\Omega \,t\right)\right]}